# Faraj Fartass
Pas d'image ? Cliquez ici

a Compétitions nationales et continentales officielles uniquement.

b Matchs officiels uniquement.
Dernière mise à jour le 1er septembre 2024.
Faraj Fartass, né la 15 mars 1997, est un joueur de rugby à XV français qui évolue au poste d'ailier avec le RC Suresnes.

## Palmarès
- Jeux olympiques de la jeunesse 2014